# Trường Đại học Y Dược Thái Bình
Trường Đại học Y Dược Thái Bình (ThaiBinh University of Medicine and Pharmacy) là một trường đại học chuyên ngành Khoa học Sức khỏe tại Việt Nam trực thuộc Bộ Y tế, được thành lập ngày 23/7/1968, có sứ mạng đào tạo nguồn nhân lực khối ngành khoa học sức khỏe, đa ngành, đa cấp có chất lượng; nghiên cứu, chuyển giao khoa học công nghệ, cung cấp dịch vụ và sản phẩm; vì mục tiêu chăm sóc và bảo vệ sức khỏe nhân dân, đáp ứng yêu cầu sự nghiệp công nghiệp hóa, hiện đại hóa đất nước và hội nhập quốc tế.

## Lịch sử
Ngày 23/7/1968 Hội đồng Chính phủ đã ra quyết định số 114/CP thành lập Phân hiệu Đại học Y khoa Thái Bình.
Ngày 24/01/1979 Chính phủ đã ra quyết định số 34/CP chuyển Phân hiệu Đại học Y khoa Thái Bình thành Trường Đại học Y Thái Bình.
Ngày 11 tháng 11 năm 2013 Thủ tướng Chính phủ ra Quyết định số 2154/QĐ-TTg về việc đổi tên Trường Đại học Y Thái Bình thành Trường Đại học Y Dược Thái Bình.

## Đào tạo
Trường đào tạo đa ngành Y Dược với:
- Đào tạo Đại học

- 07 mã ngành Đại học chính quy: Y khoa, Y học cổ truyền, Y học dự phòng (6 năm); Y tế công cộng (4 năm); Dược học (5 năm); Điều dưỡng (4 năm) và Kỹ thuật xét nghiệm y học (4 năm). 
- 03 mã ngành Đại học liên thông: Y đa khoa, Y học cổ truyền (4 năm); Dược học (4 năm), Điều dưỡng vừa học vừa làm.
- Đào tạo Sau đại học:

Trường đã đào tạo 13 mã ngành Bác sĩ chuyên khoa cấp I, đào tạo 6 mã ngành Bác sĩ chuyên khoa cấp II, đào tạo 03 mã ngành Thạc sĩ: Y tế công cộng, Ngoại khoa, Dinh dưỡng, đào tạo 1 mã ngành Tiến sĩ Y tế công cộng, 4 mã ngành Bác sĩ nội trú chuyên ngành Nội khoa, Ngoại khoa, Sản phụ khoa và Y học cổ truyền.
- Tuyển sinh: Tuyển sinh toàn quốc, lấy kết quả từ Kỳ thi Trung học phổ thông Quốc gia; trong đó các ngành Y khoa, Y học cổ truyền, Y học dự phòng, Y tế công cộng và Điều dưỡng lấy tổ hợp B00 (Toán, Hoá học, Sinh học), riêng ngành Dược học lấy tổ hợp A00 (Toán, Vật lý, Hoá học).

Điểm chuẩn qua các năm với ngành Y khoa chính quy (7720101)
- 2014: 25,00
- 2015: 26,00
- 2016: 25,50 (Đợt bổ sung 24,00)
- 2017: 27,50
- 2018: 22,70
- 2019: 24,60
- 2020: 27,15
- 2021: 26,90

## Cơ sở vật chất
Trường đã có khu giảng đường 15 tầng, giảng đường 9 tầng, đại giảng đường, khu nhà giải phẫu, giảng đường 4 tầng với gần 50 phòng học. Trường có 01 Labo trung tâm và đầy đủ các Labo thực hành.
Mạng LAN của trường hiện có 03 máy chủ với gần 100 máy trạm, ngoài ra còn có gần 20 máy lẻ. Đáp ứng khá tốt nhu cầu truy cập Internet của Cán bộ và sinh viên. Trường đang xây dựng hoàn thiện Thư viện điện tử và ứng dụng công nghệ thông tin để phục vụ công tác quản lý, đào tạo và nghiên cứu khoa học.

## Các đơn vị trực thuộc
- Khối Khoa học cơ bản

- Bộ môn Toán - Tin
- Bộ môn Y vật lý
- Bộ môn Hóa học
- Bộ môn Y sinh học di truyền
- Bộ môn Ngoại ngữ
- Bộ môn Lý luận chính trị
- Bộ môn Giáo dục thể chất
- Khối Y học cơ sở

- Bộ môn Giải phẫu
- Bộ môn Giải phẫu bệnh
- Bộ môn Sinh lý học
- Bộ môn Sinh lý bệnh - Miễn dịch
- Bộ môn Hóa sinh
- Bộ môn Vi sinh
- Bộ môn Ký sinh trùng
- Bộ môn Huyết học truyền máu
- Khối Lâm sàng

- Bộ môn Nội
- Bộ môn Ngoại bao gồm cả Tổ Bộ môn Ung bướu, Tổ bộ môn Phẫu thuật thực hành
- Bộ môn Phụ sản
- Bộ môn Nhi
- Bộ môn Chấn thương
- Bộ môn Điều dưỡng
- Bộ môn Phổi
- Bộ môn Chẩn đoán hình ảnh
- Bộ môn Mắt
- Bộ môn Răng hàm mặt
- Bộ môn Tai mũi họng
- Bộ môn Truyền nhiễm
- Bộ môn Y học cổ truyền
- Bộ môn Phục hồi chức năng
- Bộ môn Tâm thần
- Bộ môn Thần kinh
- Bộ môn Da liễu
- Bộ môn Y học gia đình
- Khoa Dược

- Bộ môn Dược lý, Dược lâm sàng, Độc chất
- Bộ môn Quản lý kinh tế Dược
- Bộ môn Dược liệu, Dược cổ truyền
- Bộ môn Bào chế
- Bộ môn Kiểm nghiệm dược
- Khoa Y tế công cộng

- Bộ môn Dịch tễ học
- Bộ môn Tổ chức và Quản lý y tế
- Bộ môn Dinh dưỡng và An toàn thực phẩm
- Bộ môn Sức khỏe môi trường
- Bộ môn Xã hội học sức khỏe
- Khoa Quân sự
- Trung tâm Đào tạo Kỹ năng Y khoa (Skillslab)
- Trung tâm Dịch vụ khoa học - kỹ thuật Y Dược
- Trung tâm Nghiên cứu dân số và phát triển sức khỏe nông thôn
- Thư viện và Trung tâm Công nghệ thông tin
- Bệnh viện Đại học Y Thái Bình
- Các phòng chức năng

- Phòng Quản lý đào tạo Đại học
- Phòng Quản lý đào tạo Sau đại học
- Phòng Khảo thí và đảm bảo chất lượng giáo dục
- Phòng Tổ chức cán bộ
- Phòng Hợp tác quốc tế
- Phòng Quản lý khoa học
- Phòng Hành chính và công tác chính trị
- Phòng Vật tư, trang thiết bị
- Phòng Quản trị

## Thành tích
Năm 2015, Trường vinh dự được Chủ tịch nước phong tặng danh hiệu Anh hùng Lao động.
Trường được Nhà nước tặng 03 Huân chương Độc lập hạng Nhât, Nhì, Ba; 04 Huân chương Lao động (Hạng Nhất, Nhì và 2 lần Hạng Ba). Bên cạnh đó, hằng năm Trường cũng đã nhận được nhiều cờ, Bằng khen, Huy chương của các Bộ, Ngành và địa phương.
Trường cũng đã nhận được nhiều phần thưởng cao quý của hai nước Cộng hòa Dân chủ Nhân dân Lào và Vương quốc Campuchia do có nhiều thành tích trong sự nghiệp đào tạo nguồn nhân lực Y tế cho 2 nước trong suốt mấy chục năm qua.

## Đảng ủy, Hội Đồng trường, Ban Giám Hiệu
- Đảng ủy:
  - Bí thư Đảng ủy: Nguyễn Quốc Tiến
  - Phó Bí thư Đảng ủy: Nguyễn Duy Cường

- Hội đồng trường:
  - Chủ tịch: PGS.TS. Nguyễn Quốc Tiến, Bí thư Đảng ủy
  - Phó Chủ tịch: PGS.TS. Nguyễn Thanh Bình, Chủ tịch Công đoàn
  - Thư ký Hội đồng: TS. Trần Mạnh Hà, Trưởng phòng Đảm bảo chất lượng và Khảo thí

- Ban Giám hiệu:
  - Hiệu Trưởng: PGS.TS. Nguyễn Duy Cường (Phó Giám đốc BV Đại học Y Thái Bình, Trưởng Bộ môn Hồi sức cấp cứu)
  - Các Phó hiệu Trưởng:

1. NGƯT.PGS.TS. Nguyễn Xuân Bái (Phó Giám đốc Phụ trách Bệnh viện Đại học Y Thái Bình, Trưởng Bộ môn Mô phôi)
2. TTƯT.PGS.TS. Nguyễn Thanh Bình
3. TS. Nguyễn Thế Điệp

- Ban Giám đốc Bệnh viện Đại học Y Thái Bình:
  - Phó Giám đốc phụ trách bệnh viện: PGS.TS. Nguyễn Xuân Bái
  - Các Phó Giám đốc:

1. PGS.TS. Nguyễn Duy Cường
2. Phó Giám đốc: TS. Đỗ Quốc Hương

- Công đoàn:
  - Chủ tịch: PGS.TS. Nguyễn Thanh Bình
  - Phó Chủ tịch: ThS.BS. Đặng Văn Khôi

- Đoàn Thanh niên, Hội sinh viên:
  - Bí thư Đoàn: ThS.BSNT. Phạm Tuấn Đạt, Bộ môn Ngoại
  - Phó Bí thư:

1. ThS.BS. Hà Thị Thu Hiền, Bộ môn Hóa sinh
2. ThS.BS. Phạm Duy Dũng, Bộ môn Mắt

- - Chủ tịch Hội sinh viên: ThS.BSNT. Phạm Tuấn Đạt

## Hiệu trưởng qua các thời kỳ
- NGƯT.PGS.TS. Lê Văn Phước (1968)
- BS. Nguyễn Văn Mua (1976-1977)
- PGS.BS. Đoàn Ngưỡng (1978-1985)
- NGƯT.PGS.TS. Lê Quang Hoành (1986-1998)
- NGƯT.PGS.TS. Trần Văn Quế (1998-2004)
- NGND.GS.TS. Lương Xuân Hiến (2004-2016)
- NGND.PGS.TS. Hoàng Năng Trọng (2016-2020)
- PGS.TS. Nguyễn Duy Cường (2020-nay)

## Cá nhân, tập thể tiêu biểu
- GS.TS. Nguyễn Thanh Long, Ủy viên Trung ương Đảng, Bộ trưởng Bộ Y tế, cựu sinh viên khóa 18.
- NGƯT.PGS.TS. Lê Quang Hoành, nguyên Hiệu trưởng, nguyên Phó Viện trưởng Viện Chiến lược và chính sách y tế, Bộ Y tế.
- NGND.PGS.TS. Trần Quốc Kham, nguyên Phó hiệu trưởng, nguyên Phó Cục trưởng Cục Khoa học - Công nghệ và Đào tạo, Bộ Y tế.
- PGS.TS. Hà Thị Lãm, nguyên Phó Hiệu trưởng, nguyên Phó chủ tịch Ủy ban nhân dân tỉnh Thái Bình.
- NGND.GS.TS. Lương Xuân Hiến, nguyên Hiệu trưởng.
- NGND.PGS.TS. Phạm Ngọc Khái, nguyên Phó Hiệu trưởng.
- NGND.PGS.TS Hoàng Năng Trọng, nguyên Hiệu trưởng.

## Hợp tác đào tạo & nghiên cứu khoa học
Trường có quan hệ hợp tác, liên kết trong đào tạo và nghiên cứu khoa học với các Trường Đại học Y Dược trong cả nước, các viện khoa học Y học của Bộ Y tế.
Trường đã mở rộng hợp tác với một số tổ chức Quốc tế như UNICEF, WHO, SIDA, IHCA (Thuỵ Điển), FHI (Hoa Kỳ), FFI (Pháp), CEI (Italia), SEAMIC, Greifswald (Đức), Pecs (Hungary), Inovation (Nhật Bản) và các trường Đại học: Thiên Tân (Trung Quốc, Copenhagen (Đan Mạch)....

## Mục tiêu phát triển
Xây dựng Trường Đại học Y Dược Thái Bình trở thành cơ sở giáo dục đại học khoa học sức khỏe định hướng thực hành, đa ngành, đa cấp, luôn giữ vững thứ hạng cao, đáp ứng nhu cầu phát triển kinh tế xã hội của đất nước, tiến tới hội nhập khu vực và quốc tế.